# 大田中部警察署
大田中部警察署（テジョンジュンブけいさつしょ）は、大韓民国の大田広域市にある大田地方警察庁所管の警察署である。

## 管轄区域
- 中区

## 沿革
- 1945年10月21日 - 国立警察発足とともに大田警察署として開署
- 1947年12月 - 儒城警察署開署とともに管轄区域を調整
- 1990年10月5日 - 大田東部警察署開署に伴い管轄区域を調整
- 1991年7月5日 - 大田中部警察署に名称を変更
- 2004年7月1日 - 大田東部警察署へ1地区隊を移管
- 2007年7月1日 - 大田地方警察庁に所属が変更される
- 2007年11月　-　1治安センターを大田東部警察署へ移管。

## 組織
- 警務課
- 生活安全課
- 捜査課
- 刑事課
- 警備交通課
- 情報保安課
- 聴聞監査官

## 管轄地区隊
- 南大田地区隊
- 柳洞地区隊
- 西大田地区隊

## 管轄派出所
- 宣化派出所
- 中村派出所
- 泉洞派出所

## 管轄治安センター
- 女性青少年治安センター
- 石橋治安センター
- 太平治安センター
- 山城治安センター
- 文化2治安センター